# Budăi, Taraclia
Budăi este satul de reședință al comunei cu același nume  din raionul Taraclia, Republica Moldova.

## Geografie
La marginea de vest a satului, pe coasta dreaptă a râului Salcia, este amplasată râpa Budăi, o arie protejată din categoria monumentelor naturii de tip geologic sau paleontologic.

## Demografie

### Structura etnică
Structura etnică a satului Budăi conform recensământului populației din 2004:
| Grup etnic                                               | Populație | % Procentaj  |
| -------------------------------------------------------- | --------- | ------------ |
| Băștinași declarați Moldoveni Băștinași declarați Români | 363 1     | 35,59% 0,10% |
| Bulgari                                                  | 203       | 19,90%       |
| Ucraineni                                                | 196       | 19,22%       |
| Ruși                                                     | 145       | 14,22%       |
| Găgăuzi                                                  | 101       | 9,90%        |
| Alții                                                    | 11        | 1,08%        |
| Total                                                    | 1020      |              |